# 千葉県道78号横芝上堺線

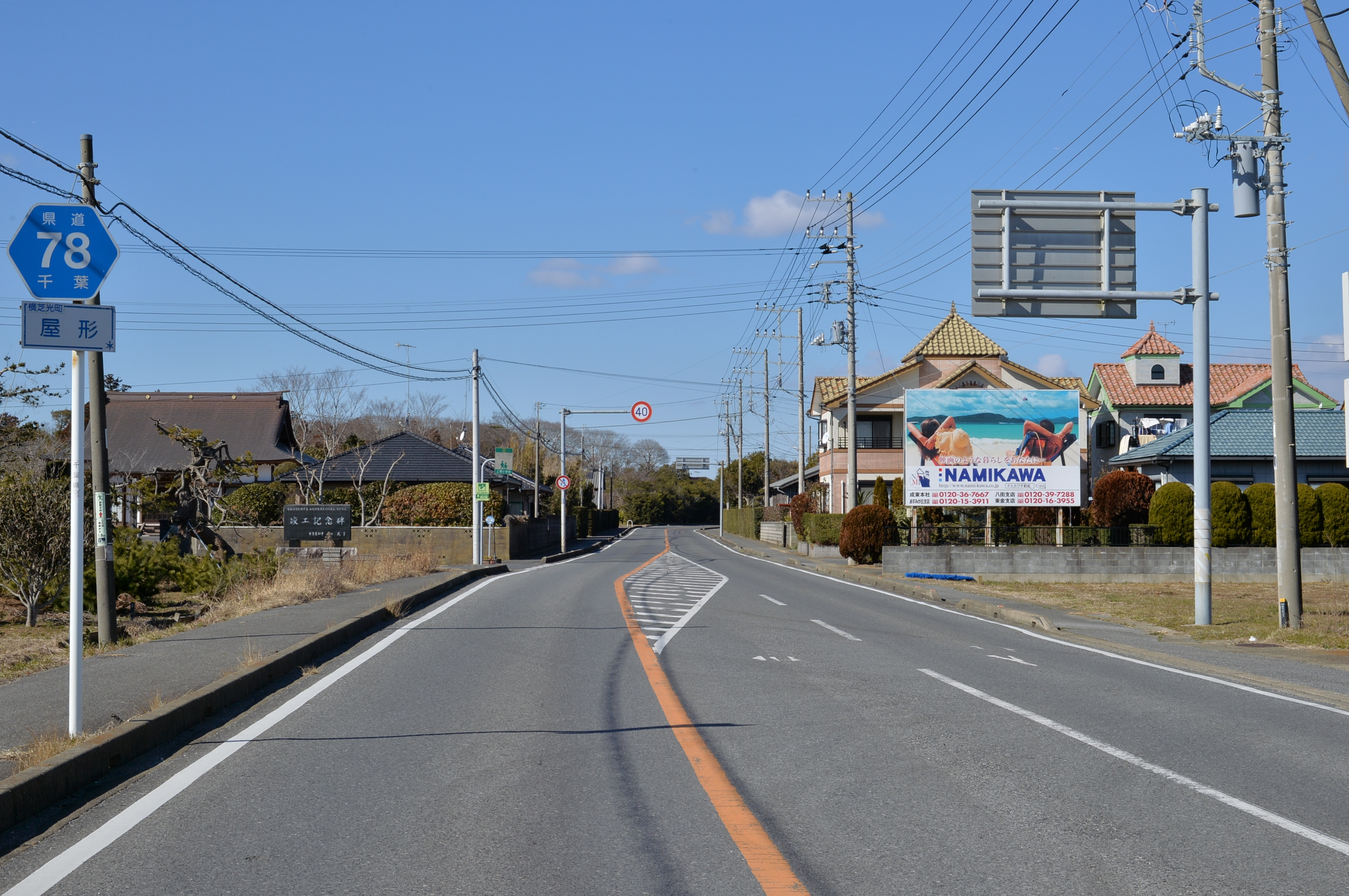
千葉県道78号横芝上堺線
横芝光町屋形（2015年2月）

千葉県道78号横芝上堺線（ちばけんどう78ごう よこしばかみさかいせん）は、千葉県山武郡横芝光町内の県道（主要地方道）である。

## 概要
千葉県山武郡横芝光町横芝の国道126号と千葉県道79号横芝下総線の交点の「本町交差点」を起点とし、同町屋形の 千葉県道30号飯岡一宮線との交点の「屋形交差点」を終点とする延長約7kmの幹線道路。路線名の「上堺」は、横芝光町（旧横芝町）の昭和の大合併以前の旧自治体であった上堺村に由来する。

### 路線データ
- 起点：山武郡横芝光町横芝（本町交差点= 国道126号交点、千葉県道22号千葉八街横芝線終点、千葉県道79号横芝下総線起点）
- 終点：山武郡横芝光町屋形（屋形交差点= 千葉県道30号飯岡一宮線交点）
- 延長：*.*km

## 歴史
現在は、同一町内のみの道路であるが、古くは（横芝光町北清水から北側は旧道、横芝光町横芝本町ではなく横芝光町横芝上町、を経て）、現千葉県道79号横芝下総線を系由し「牛久」を経由、または途中「多古」から現千葉県道113号佐原多古線 - 鹿島道を経て常陸国府、あるいは現千葉県道77号富里酒々井線 - 成田街道を通り下総国府、さらには現蔵前橋通りから中山道のルートを経て、または中原街道から東海道を経て、畿内方面へ至る重要なルートであったとされている。なお畿内方面からは海路が利用できた。

## 地理

### 通過する自治体
- 千葉県
  - 山武郡横芝光町

### 交差する道路
- 国道126号・千葉県道22号千葉八街横芝線・千葉県道79号横芝下総線（山武郡横芝光町横芝、本町交差点、起点）
- 千葉県道108号横芝停車場白浜線・千葉県道109号横芝停車場吉田線（山武郡横芝光町横芝、横芝駅前交差点）
- 千葉県道122号飯岡片貝線（山武郡横芝光町屋形、上堺交差点）
- 千葉県道30号飯岡一宮線（山武郡横芝光町屋形、屋形交差点、終点）